# Lepthercus kwazuluensis
Espèce
Lepthercus kwazuluensis est une espèce d'araignées mygalomorphes de la famille des Entypesidae.

## Distribution
Cette espèce est endémique d'Afrique du Sud. Elle se rencontre au KwaZulu-Natal, au Cap-Oriental et en État-Libre.

## Description
Le mâle holotype mesure 9,16 mm et la femelle paratype 17,88 mm.

## Étymologie
Son nom d'espèce, composé de kwazulue et du suffixe latin -ensis, « qui vit dans, qui habite », lui a été donné en référence au lieu de sa découverte, KwaZulu-Natal.

## Publication originale
- Ríos-Tamayo & Lyle, 2020 : The South African genus Lepthercus Purcell, 1902 (Araneae: Mygalomorphae): phylogeny and taxonomy. Zootaxa, no 4766(2), p. 261-305.